# Prorastomus
Prorastomus es un género extinto de Sirenio, que vivió durante el Eoceno Medio, hace unos 40 millones de años, en Jamaica.

## Descripción
Si bien los sirenios actuales son totalmente acuáticos, Prorastomus fue predominantemente terrestre, poseía unas fuertes patas, una larga cola y medía 1,50 m. A juzgar por sus molares en forma de corona y la forma de su hocico, debía alimentarse de plantas blandas.